# Parc Isopuisto
Isopuisto (en français : grand parc) est un parc de la ville de Kotka en Finlande.

## Description
Le parc de 8 hectares est situé dans le quartier de Kotkansaari au centre de Kotka.

## Galerie

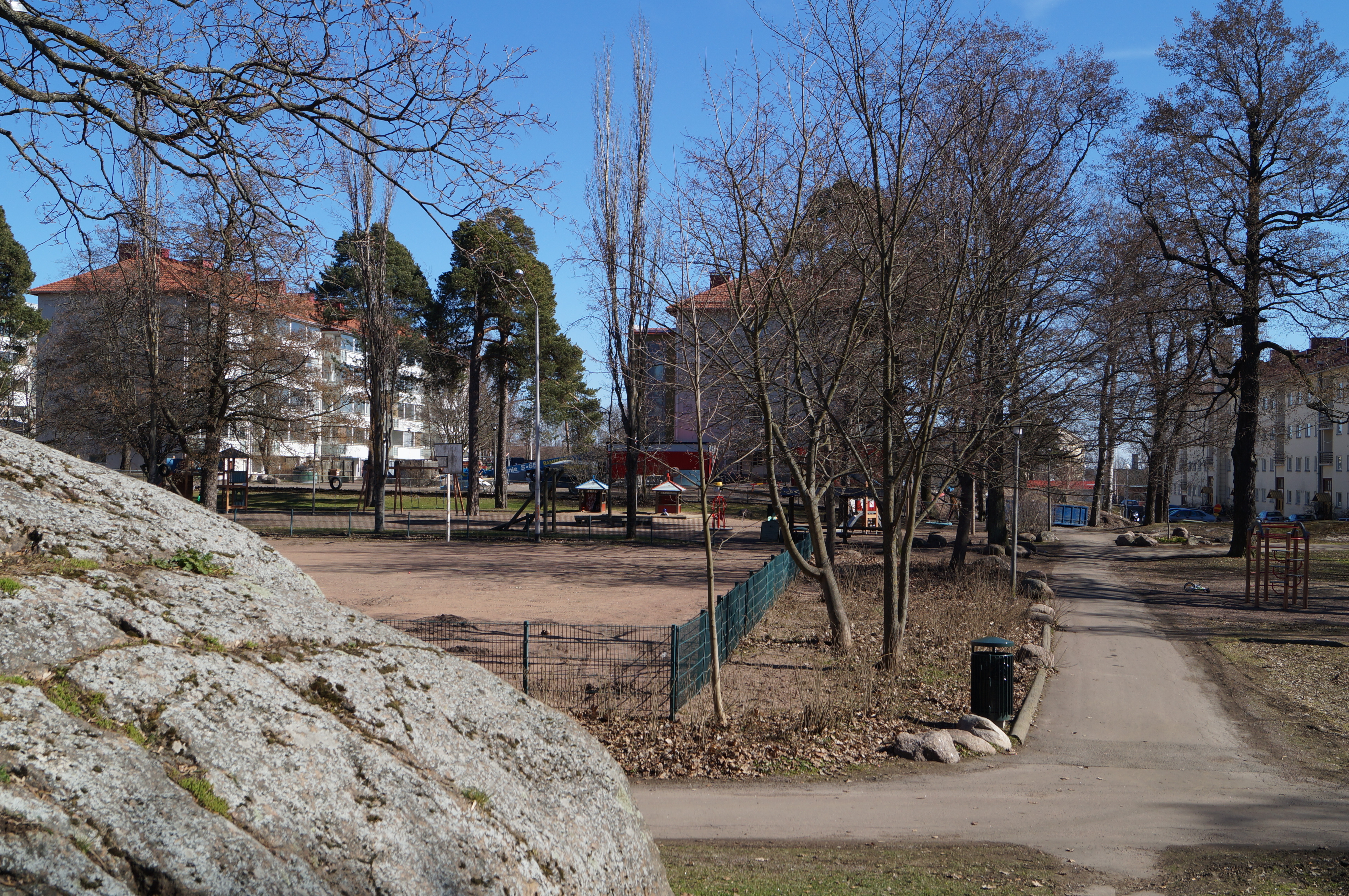
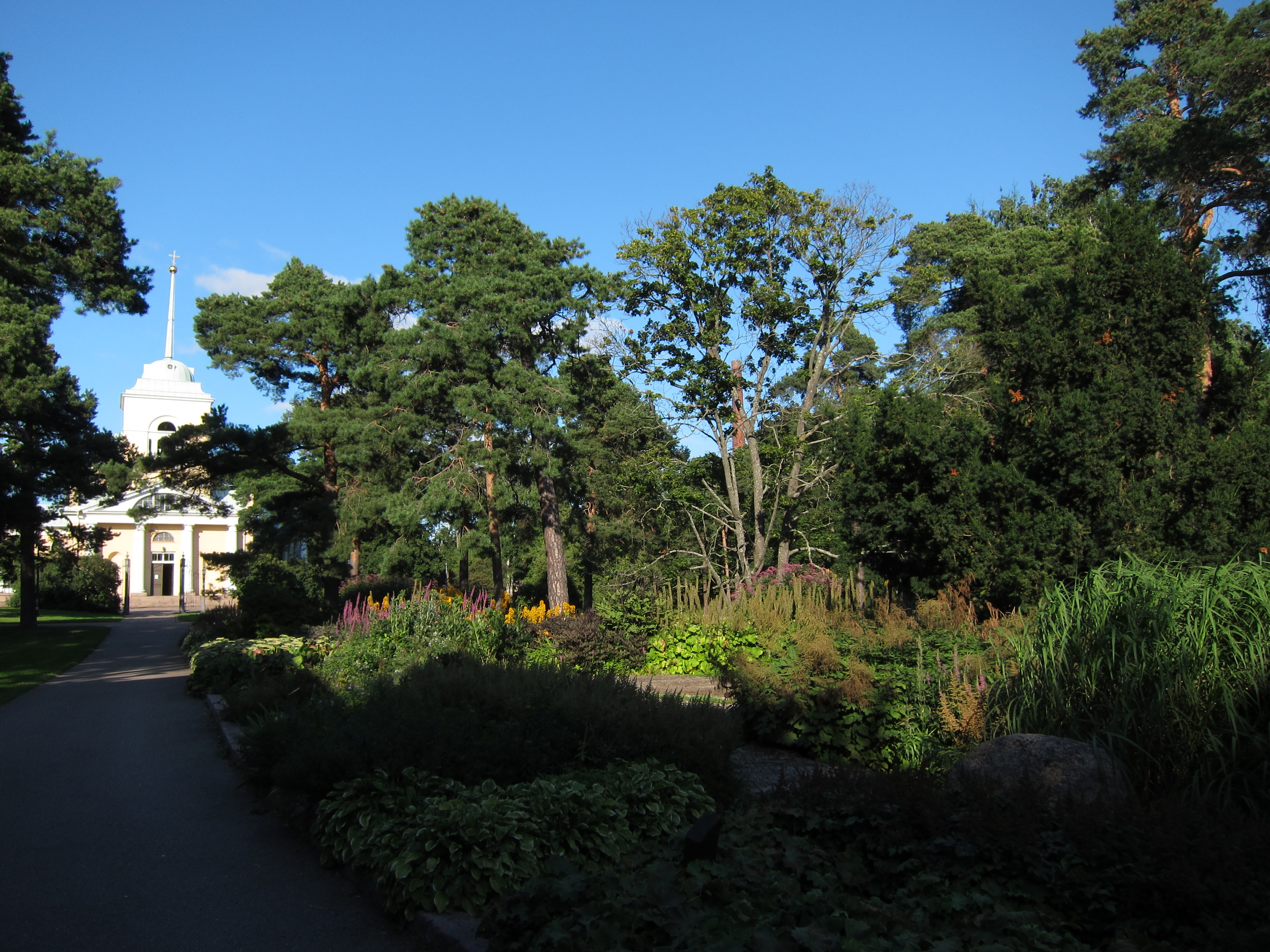